# Dagbertus darwini
Dagbertus darwini är en insektsart som först beskrevs av Butler 1877.  Dagbertus darwini ingår i släktet Dagbertus och familjen ängsskinnbaggar. Inga underarter finns listade i Catalogue of Life.